# ألبرت بينيت
ألبرت بينيت (بالإنجليزية: Albert Bennett)‏ (16 يوليو 1944 في المملكة المتحدة - 21 ديسمبر 2016) هو لاعب كرة قدم بريطاني في مركز الهجوم. شارك مع منتخب إنجلترا تحت 21 سنة لكرة القدم. أما مع النوادي، فقد لعب مع نادي روذرهام يونايتد ونورويتش سيتي ونيوكاسل يونايتد.

## وصلات خارجية
- ألبرت بينيت على موقع قاعدة بيانات كرة القدم.إي يو (الإنجليزية)